# Tanorus fallax
Tanorus fallax is een schietmot uit de familie Hydrobiosidae. De soort komt voor in het Australaziatisch gebied.